# Foin de Crau

Confini approssimativi del bioma della pianura di Crau

Il Foin de Crau (in italiano: fieno di Crau) è un particolare tipo di fieno prodotto in Francia nella pianura della Crau, all'interno del dipartimento delle Bocche del Rodano. 
Nel 1997 il foin de Crau ha ottenuto la denominazione d'origine protetta (DOP) dell'Unione europea e conseguentemente anche l'Appellation d'origine contrôlée (AOC), primo alimento per animali a potersi fregiare di questo titolo.
Le balle di questo fieno vengono legate con uno spago rosso e bianco.

## Storia

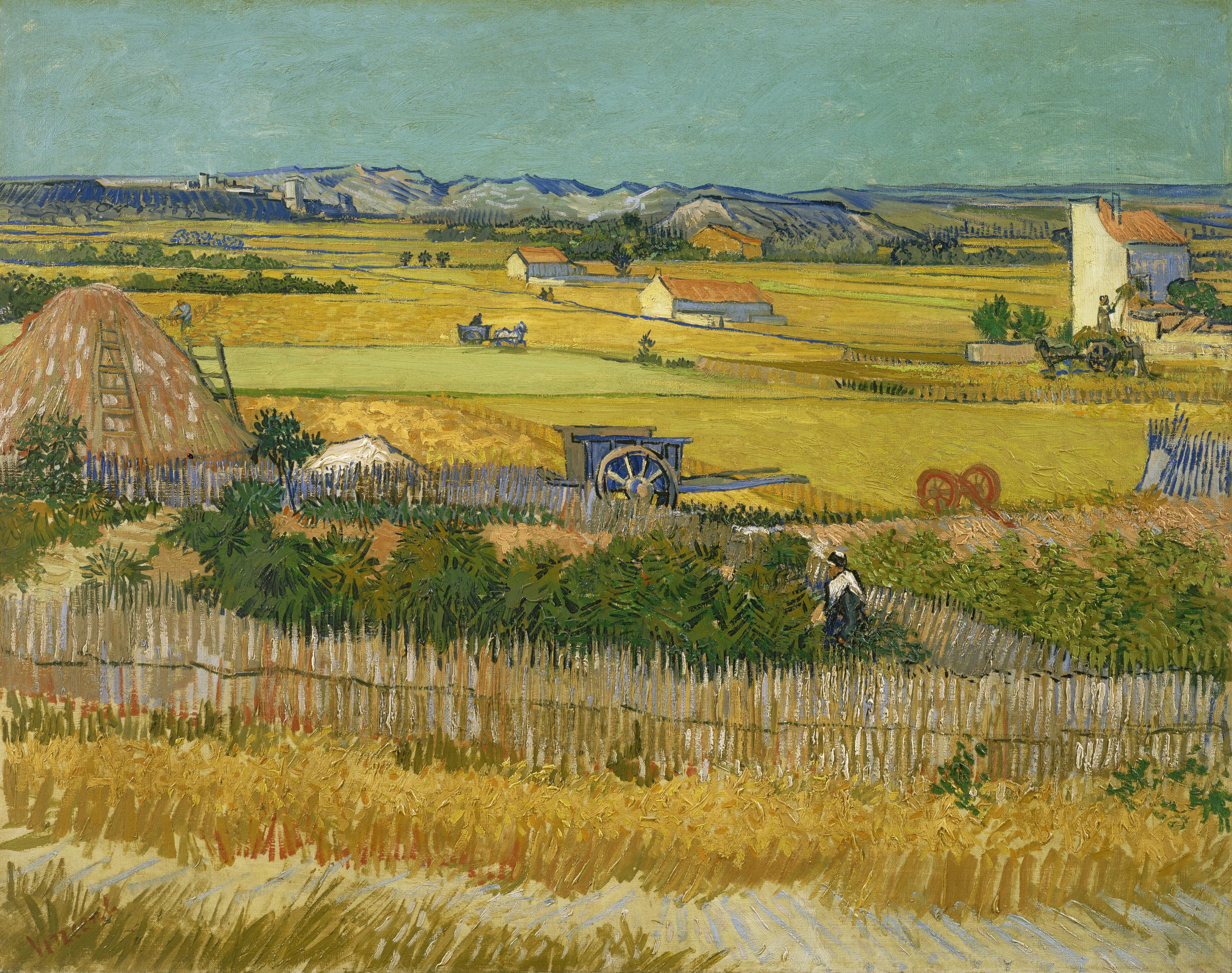
Vincent van Gogh, La mietitura nella Creu (1888)

Risale al XVI secolo la realizzazione del primo canale di irrigazione della Crau, per opera di Adam de Craponne. In questo modo, le acque della Durance sono state prelevate e instradate fino alla Crau, in primo luogo verso Salon de Provence, passando per Saint-Martin-de-Crau, quindi verso Arles. 
Poco a poco sono comparsi dei canali secondari che oggi costituiscono un reticolo di acque superficiali che si sviluppa su lunghezze di centinaia di chilometri, ingrandendo così la superficie irrigata della Crau.
Fin dal 1923 è stato costituito un gruppo di difesa dei produttori di fieno di Crau, allo scopo di far conoscere la qualità superiore di tale prodotto e di proteggerne la rinomanza, lottando con tutti i mezzi legali contro la vendita di foraggi di qualsiasi altra provenienza sotto la denominazione di "foin de Crau" e rilasciando un certificato di origine ai fini di eccellente qualità. Nel 1941 il Prefetto del dipartimento delle Bocche del Rodano emise un decreto per definire un tracciato generale che limitasse un'area geografica di produzione. Con sentenza in data 7 gennaio 1958 la Corte di Cassazione ha considerato l'espressione "foin de Crau" una denominazione d'origine.

## Descrizione
Il fieno di Crau si presenta con un aspetto caratteristico dovuto a frammenti piuttosto grossi, senza foglie, di colore verde, e all'olfatto una forte intensità comprendente aromi di fiori. Esso è caratterizzato dalla sua eccezionale appetibilità e dalla sua notevolissima digeribilità.
Il prodotto proviene da pascoli naturali permanenti composti da una ventina di specie foraggere spontanee (graminacee, leguminose, piante composte ed altre) ed è composto prevalentemente da:
- Avena altissima (Arrhenatherum elatius)
- Gramigna perenne (Dactylis glomerata)
- Trifoglio violetto (Trifolium pratense)
- Tifoglio rampicante (Trifolium repens)

## Produzione
Dei suoli che compongono la Crau, estendendosi per 52.000 ha, una superficie di ben 12.000 ha è adibita a pascolo, grazie all'irrigazione dei terreni.

### Pratiche irrigue attualmente in uso
Le pratiche di irrigazione attuali sono essenzialmente a gravità. Le particelle adibite a pascolo sono bordeggiate lungo i confini, a monte del terreno, da piccoli canali di irrigazione raccordati alla rete secondaria; i canali vengono fatti debordare ostruendoli con delle chiuse. La irrigazione per sommersione è progressiva e dura diverse ore. I volumi d'acqua apportati sono dell'ordine di 15.000- 20.000 m³/ha per anno. Più in basso rispetto alla particella esiste un fossato di sanificazione, che ha lo scopo di drenare le acque di scolo.
I principali fruitori del sistema di irrigazione sono i produttori del fieno di Crau, spesso riuniti in associazioni di categoria (ASA o ASL).
L'irrigazione per sommersione produce un limo fertile che alimenta anche la falda freatica: di conseguenza, il 70% dell'acqua presente in falda proviene dall'irrigazione a gravità.

### Pratiche colturali
Molte delle praterie a pascolo esistevano da lungo tempo. La creazione di nuove superfici adibite alla coltura del fieno avviene a partire da un'erba medica o da un'associazione mista di graminacee e leguminose, su un campo preventivamente sottoposto a livellamento superficiale e a spietramento. Le acque di irrigazione permettono poi la comparsa spontanea e naturale di altre piante, fino a raggiungere, dopo alcuni anni, lo stadio di equilibrio dei pascoli naturali, stabilizzato in maniera permanente.
La concimazione è essenzialmente fosfo-potassica.

#### Fasi colturali
- Irrigazione. L'irrigazione avviene per sommersione: il prato viene allagato, ma non vi deve essere ristagno idrico. Si inizia di solito intorno al 15 di marzo e si prosegue su ciascuna particella con innaffiature periodiche, con cadenza di circa otto-dieci giorni, fino alla caduta delle prime intense piogge in settembre o ottobre. L'annaffiatura può essere sospesa in funzione delle precipitazioni o durante le fasi di raccolta del fieno.
- Taglio
- Spargimento
- Allineamento
- Imballaggio. Il confezionamento avviene in diversi forma: grandi balle; piccole balle; pacchi di piccole balle; fieno biologico; sacchetti di mangime per roditori.

Pato da sfalcio nella Crau

## Natura 2000
Al di là della coltivazione propriamente detta, le pratiche legate alla produzione del foin de Crau hanno un impatto importante sulla tutela di un intero sistema agro-ambientale; infatti i pascoli contribuiscono all'equilibrio del sito della Crau e, per assicurarne l'avvenire, è dunque necessario tutelarne le pratiche colturali. Per questo motivo il comitato si è pronunciato in favore del progetto di legge Natura 2000 che lo iscrive in una rete di siti protetti secondo le direttive europee di salvaguardia della natura e della flora.